# The Mighty Quinn
The Mighty Quinn is een Amerikaanse film uit 1989 geregisseerd door Carl Schenkel. De hoofdrollen worden vertolkt door Denzel Washington en James Fox.

## Verhaal
Wanneer de jeugdvriend van politieagent Xavier Quinn verdacht wordt van moord en een aktetas teruggevonden wordt vol met dollarbriefjes, moet hij zijn vriend te hulp schieten.

## Rolverdeling
| Acteur            | Personage      |
| ----------------- | -------------- |
| Denzel Washington | Xavier Quinn   |
| James Fox         | Thomas Elgin   |
| Mimi Rogers       | Hadley Elgin   |
| M. Emmet Walsh    | Fred Miller    |
| Sheryl Lee Ralph  | Lola Quinn     |
| Art Evans         | Jump Jones     |
| Esther Rolle      | Ubu Pearl      |
| Norman Beaton     | Governor Chalk |
| Alex Colon        | Jose Patina    |
| Robert Townsend   | Maubee         |

## Trivia
- De oorspronkelijke titel van de film was "Finding Maubee" naar de titel van het boek van A.H.Z. Carr.